# Otto Zimmermann (Politiker, 1897)

Otto Zimmermann, Porträtfoto aus dem Reichstags-Handbuch 1943

Otto Zimmermann (* 7. Januar 1897 in Obernjesa bei Göttingen; † 15. Februar 1973 in Salzgitter) war ein deutscher Politiker (NSDAP) und Zahnarzt.
Nach dem Schulbesuch nahm Zimmermann am Ersten Weltkrieg teil, in dem er unter anderem seit 1917 der Fliegertruppe angehörte. 1919 gehörte er dem Grenzschutz an, danach widmete er sich dem Studium der Zahnmedizin, das er mit der Promotion zum Dr. med. dent. abschloss. Anschließend praktizierte er Zahnarzt in Göttingen und Plauen. In Plauen war Zimmermann von 1934 bis 1937 als Kreisjägermeister tätig. Er bekleidete 1937 den Rang eines NSFK-Gruppenführers und leistete nach Ausbruch des Zweiten Weltkrieges Militärdienst. 
Zimmermann trat am 11. September 1941 im Nachrückverfahren für den verstorbenen Abgeordneten Hermann Groine als Abgeordneter in den nationalsozialistischen Reichstag ein, in dem er bis zum Ende der NS-Herrschaft im Frühjahr 1945 den Wahlkreis 29 (Leipzig) vertrat.

## Schriften
- Über Versuche der Rekonstruktion der Physiognomie auf den Schädel mit Berücksichtigung der Kiefergestaltung und deren Sichtbarwerden bei den Rekonstruktionen, s. l. 1922. (Dissertation)